# Physalaemus obtectus
Espèce
Statut de conservation UICN

 DD  : Données insuffisantes
Physalaemus obtectus est une espèce d'amphibiens de la famille des Leptodactylidae.

## Répartition
Cette espèce est endémique du Brésil. Elle se rencontre jusqu'à 500 m d'altitude de Linhares dans le nord de l'État de l'Espírito Santo jusqu'au Parc d'État de Rio Doce dans l'État du Minas Gerais.

## Publication originale
- Bokermann, 1966 : Dos nuevas especies de Physalaemus de Espiritu Santo, Brasil. Physis, Buenos Aires, vol. 26, p. 193-202.